# Aloizio Mercadante
Aloizio Mercadante Oliva (Santos, 13 de mayo de 1954) es un economista y político brasileño. Mercadante fue uno de los fundadores del Partido de los Trabajadores (PT) en febrero de 1980 y vicepresidente del partido entre 1991 y 1999. Fue senador por el estado de São Paulo entre 2003 y 2010. De 2011 a 2012 fue ministro de la Ciencia, Tecnología e Innovación de Brasil, y en 2012 fue nombrado Ministro de la Educación, debido a la salida de Fernando Haddad para concurrir al Ayuntamiento de São Paulo. En 2014, se hizo ministro de la Presidencia o Casa Civil. Con la reforma de octubre de 2015, volvió a ser Ministro de la Educación.

## Biografía
Hijo del general del Ejército y excomandante de la Escuela Superior de Guerra (1988-1990) Oswaldo Muniz Oliva, estudió Economía en la Facultad de Economía, Administración y Contabilidad de la Universidad de São Paulo (FEA-USP). Durante sus estudios, destacó como presidente de las entidades estudiantiles Asociación Atlética Académica Visconde de Cairu y Centro Académico Visconde de Cairu (CAVC) en 1974 y 1975. Ayudó a organizar protestas por el asesinato del estudiante Alexandre Vannucchi Leme y del periodista Vladimir Herzog.
Concluyó el máster en Economía por la Universidad Estatal de Campinas (Unicamp) en agosto de 1989 e inició el curso de doctorado en Economía en la misma Universidad, en marzo de 1995, teniendo que interrumpir la matrícula, debido a las actividades parlamentarias, a partir de febrero de 1999. Más de diez años después, en octubre de 2009, consiguió reingresar en el curso, debido, según la Unicamp, a una resolución administrativa. Mercadante, de esta forma, consiguió concluir el doctorado, habiendo defendido su tesis en diciembre de 2010. Es profesor de la Pontificia Universidad Católica de São Paulo (PUC-SP).

## Trayectoria
Mercadante fue vicepresidente nacional del PT y secretario de relaciones internacionales, además de integrante del Directorio Nacional y de la Ejecutiva Nacional. Participó en la elaboración de los programas de gobierno del PT y fue coordinador de la campaña presidencial del partido en las elecciones de 1989 y 2002. Fue candidato a la vicepresidencia de la República en la lista de Lula da Silva, en las elecciones de 1994.
En su primera disputa por una vacante de diputado federal, en 1990, fue elegido como el más votado del PT. En la Cámara, se destacó en dos Comisiones Parlamentarias de Interrogatorio (CPIs): la de PC Farias y la de Presupuesto. En la campaña de 1994, Mercadante se presentó a la reelección para la Cámara de los Diputados y concursó a la vicepresidencia de la República en la lista de Lula da Silva.
En 1996 coordinó el programa de gobierno del PT y fue candidato la a la vicealcaldía de São Paulo en la lista de Luiza Erundina. Fue protagonista en el debate económico nacional, participando en charlas y publicando artículos en los que proponía un plan alternativo de desarrollo. En 1998, Mercadante volvió a la Cámara de los Diputados como el tercer diputado más votado del país - 241.559 votos. En su segundo mandato, participó en diversas comisiones especializadas en el área económica, financiera y tributaria. Presidió la Comisión de Economía, Industria y Comercio (1999), fue líder de la bancada del PT (2000) y miembro de las comisiones de Relaciones Exteriores y Defensa Nacional y de Finanzas y Aranceles (2001).
Al concursar a una vacante en Senado en 2002, Mercadante obtuvo la mayor votación de la historia del País – 10.497.348, récord superado por Aloysio Nunes, del PSDB, que obtuvo 11.182.669 votos en las elecciones de 2010 y por José Serra, también del PSDB, que obtuvo 11.105.874 votos en las elecciones de 2014. En el Senado, ejerció el liderazgo del gobierno hasta junio de 2006.
En 2006, fue candidato al gobierno de São Paulo por el PT, cuando obtuvo el mayor número de votos del partido en el Estado – 6.771.582 votos. Este mismo año, lanzó el libro: "Brasil – primer Tiempo", un análisis comparativo del Gobierno Lula. Venció la exalcaldesa de São Paulo Marta Suplicy en las previas del PT y concurrrió al gobierno del estado de São Paulo en las elecciones de 2006. Derrotado por José Sierra, volvió a sus cuatro años restantes en Senado. De 2007 a 2008, presidió la Comisión de Asuntos Económicos (CAE) de Senado. 
Durante el proceso de cese del senador Renan Calheiros (PMDB-AL) defendió la unión de todas las denuncias contra Calheiros, para que los procesos fueran juzgados de una vez, en sesión abierta. En el discurso, defendió su posición: "Mi voto no fue de omisión, como algunos dijeron. Fue un voto transparente, de quien entiende que el juicio de mérito se hace con base en la conclusión del proceso".
En enero de 2009, fue elegido líder del PT en el Senado. En 20 de agosto de 2009, anunció que renunciaba al cargo, a causa de la decisión de su partido de archivar la apertura de investigación por el Consejo de Ética contra el presidente de Senado Federal, José Sarney. Al día siguiente, sin embargo, en un discurso ante el Senado, después de larga conversación nocturna con el presidente Lula, afirmó que - contra la gana de su familia - aceptaba el pedido del presidente para que continuara en el liderazgo.
En 2010 concursó al gobierno de São Paulo teniendo el apoyo de los siguientes subtítulos PDT, PCdoB, PR, PRB, PPL y también búsqueda la alianza con PTdoB, PRP, PTC, PSL, PTN , y fue derrotado por el opositor Geraldo Alckmin que obtuvo 11,5 millones (50,63 %) de votos. Mercadante obtuvo 8,01 millones de votos (35,23 %).
En 2011, fue invitado a integrar el gobierno de la presidenta Dilma Rousseff como ministro de Ciencia, Tecnología e Innovación. El 18 de enero de 2012, fue invitado para asumir el Ministerio de la Educación, debido a salida del entonces ministro, Fernando Haddad, para concurrir a las elecciones por el Ayuntamiento de São Paulo. También en 2012, defendió a Octávio Frías de las acusaciones de colaboracionismo con la dictadura militar desde el periódico Folha de S. Paulo.
El 31 de diciembre de 2014 fue confirmado su nombre para continuar en el Gobierno como ministro de la Presidencia o Casa Civil.

## Interferencia en la Operación Lava Jato
El 15 de marzo de 2016, tras la declaración del senador Delcídio de Amaral, el Supremo Tribunal Federal citó a Aloizio Mercadante como supuesto enviado del gobierno para impedir la declaración de Delcídio de Amaral. En una nota, Mercadante negó las acusaciones. El 4 de mayo de 2016, Mercadante fue incluido en lista de Rodrigo Janot para que sea investigado.